# Niobe Planitia
La Niobe Planitia è una formazione geologica della superficie di Venere.
Prende il nome da Niobe, donna della mitologia greca i cui dodici figli furono uccisi da Artemide e Apollo.